# پسری به نام سو (فیلم)
«پسری به نام سو» (انگلیسی: A Boy Named Sue) فیلمی در ژانر مستند به کارگردانی Julie Wyman است که در سال ۲۰۰۱ منتشر شد.
«پسری به نام سو» از جمله مستندهای جذابی محسوب می‌شود که تاکنون ساخته شده است.